# Stéphanie Crayencour
Stéphanie Crayencour, artiestennaam van jkvr. Stéphanie Rittweger de Moor (Ukkel, 2 december 1983), is een Belgische zangeres en actrice.
Als artiestennaam koos ze een deel van de naam van haar moeder, geboren Cleenewerck de Crayencour en half-kleinnicht van Marguerite Yourcenar. Crayencour begon haar theatercarrière in 1997 in het toneelstuk Les Quatre filles du docteur March. In 2003 verruilde ze België voor Parijs.
Ze maakte haar filmdebuut in 2007 in een regie van Éric Rohmer die haar de rol van Astrea in Les Amours d'Astrée et de Céladon gaf, gebaseerd op de roman van Honoré d'Urfé.